# Emberizidae
Gli Emberizidi (Emberizidae Vigors, 1831) sono una famiglia di uccelli appartenenti all'ordine dei Passeriformi.

## Tassonomia
Sino al recente passato gli emberizidi erano considerati una sottofamiglia della famiglia Fringillidae (Emberizinae) all'interno della quale venivano riconosciute 5 tribù: Cardinalini, Emberizini, Icterini, Parulini e
Thraupini.

Una rivalutazione filogenetica del 2008  ha evidenziato il carattere largamente polifiletico di tale raggruppamento, portando ad un suo significativo ridimensionamento: Cardinalini, Icterini, Parulini e Thraupini sono stati elevati al rango di famiglie a sé stanti (rispettivamente Cardinalidae, Icteridae, Parulidae e Thraupidae) mentre i generi Calcarius e Plectrophenax, tradizionalmente considerati affini a Emberiza, sono stati segregati nella famiglia Calcariidae.
Più recentemente i confini della famiglia sono stati drasticamente ridisegnati sulla base delle risultanze di studi filogenetici. L'intero gruppo dei passeri del Nuovo Mondo, vale a dire la quasi totalità dei generi della famiglia, con l'eccezione di Emberiza, viene spostato in una famiglia a sé stante, Passerellidae.
Il Congresso Ornitologico Internazionale (2018), accogliendo queste risultanze, attribuisce alla famiglia Emberizidae il solo genere Emberiza, con le seguenti 44 specie:

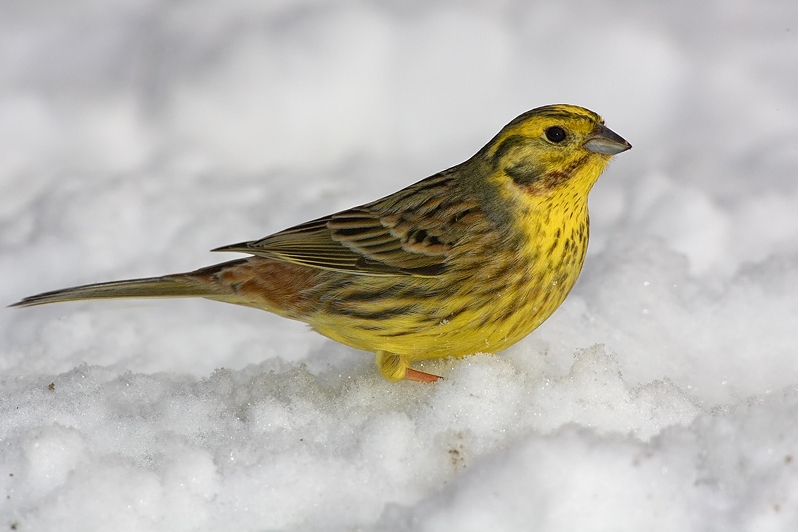
Emberiza citrinella

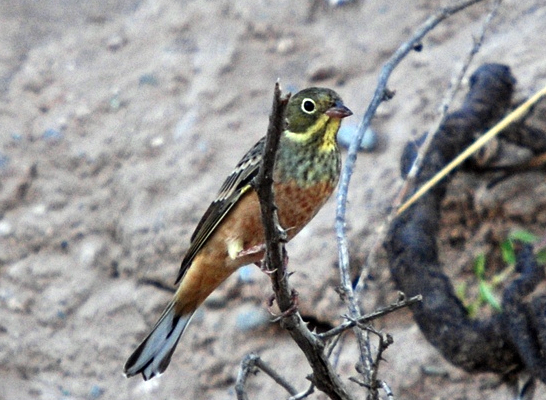
Emberiza hortulana

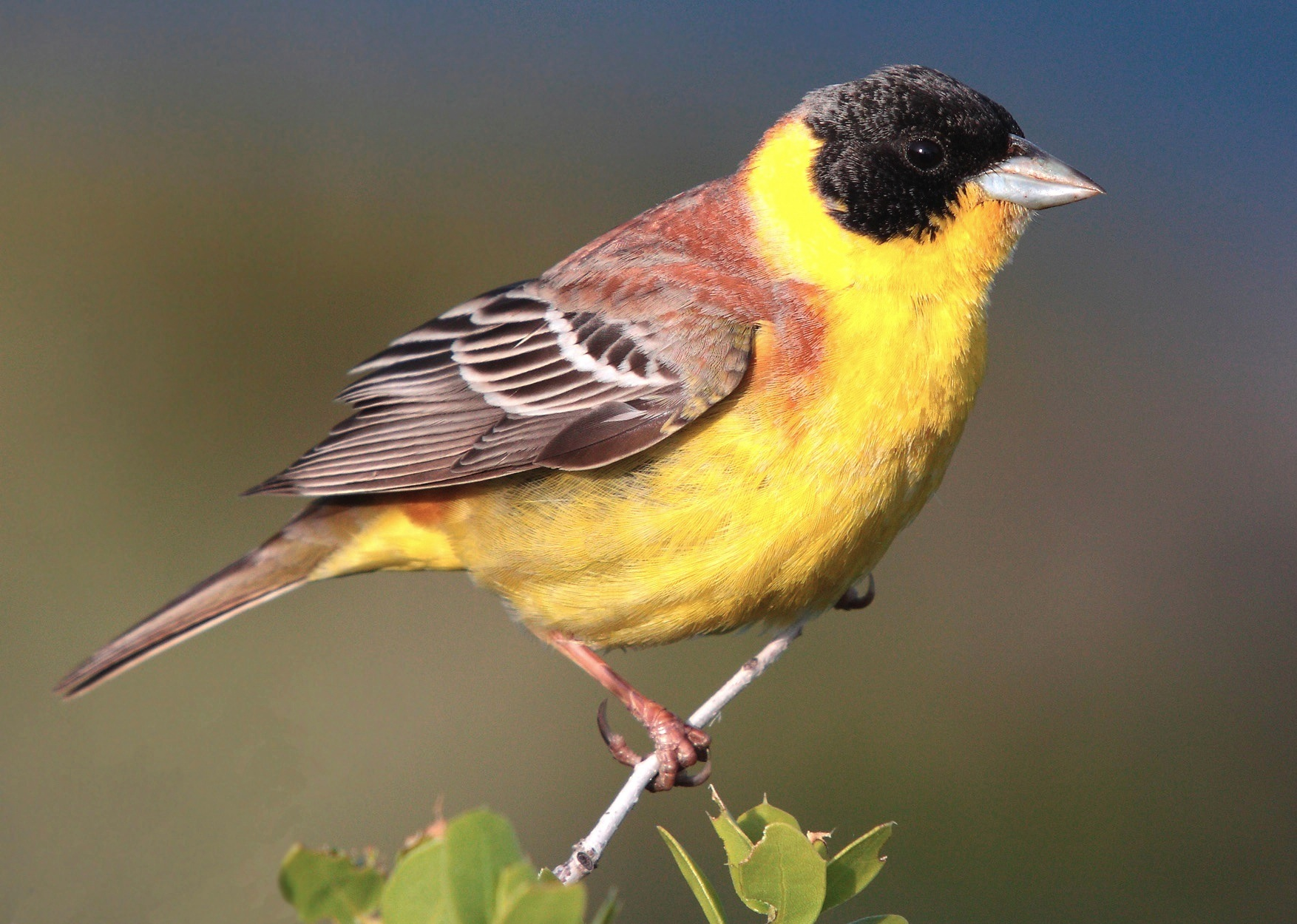
Emberiza melanocephala

- Emberiza lathami Gray, 1831
- Emberiza siemsseni (Martens, 1906)
- Emberiza calandra Linnaeus, 1758
- Emberiza citrinella Linnaeus, 1758
- Emberiza leucocephalos Gmelin, 1771
- Emberiza cia Linnaeus, 1766
- Emberiza godlewskii Taczanowski, 1874
- Emberiza cioides Brandt, 1843
- Emberiza stewarti (Blyth, 1854)
- Emberiza jankowskii Taczanowski, 1888
- Emberiza buchanani Blyth, 1845
- Emberiza cineracea Brehm, 1855
- Emberiza hortulana Linnaeus, 1758
- Emberiza caesia Cretzschmar, 1827
- Emberiza cirlus Linnaeus, 1766
- Emberiza striolata (Lichtenstein, 1823)
- Emberiza sahari Levaillant, 1850
- Emberiza impetuani Smith, 1836
- Emberiza tahapisi Smith, 1836
- Emberiza goslingi (Alexander, 1896)
- Emberiza socotrana (Ogilvie-Grant & Forbes, HO, 1899)
- Emberiza capensis Linnaeus, 1766
- Emberiza vincenti (Lowe, 1932)
- Emberiza tristrami Swinhoe, 1870
- Emberiza fucata Pallas, 1776
- Emberiza pusilla Pallas, 1776
- Emberiza chrysophrys Pallas, 1776
- Emberiza rustica Pallas, 1776
- Emberiza elegans Temminck, 1836
- Emberiza aureola Pallas, 1773
- Emberiza poliopleura (Salvadori, 1888)
- Emberiza flaviventris Stephens, 1815
- Emberiza affinis Heuglin, 1867
- Emberiza cabanisi (Reichenow, 1875)
- Emberiza rutila Pallas, 1776
- Emberiza koslowi Bianchi, 1904
- Emberiza melanocephala Scopoli, 1769
- Emberiza bruniceps Brandt, 1841
- Emberiza sulphurata Temminck & Schlegel, 1848
- Emberiza spodocephala Pallas, 1776
- Emberiza variabilis Temminck, 1836
- Emberiza pallasi (Cabanis, 1851)
- Emberiza yessoensis (Swinhoe, 1874)
- Emberiza schoeniclus (Linnaeus, 1758)

### Specie presenti in Italia
In Italia è possibile osservare le seguenti specie:

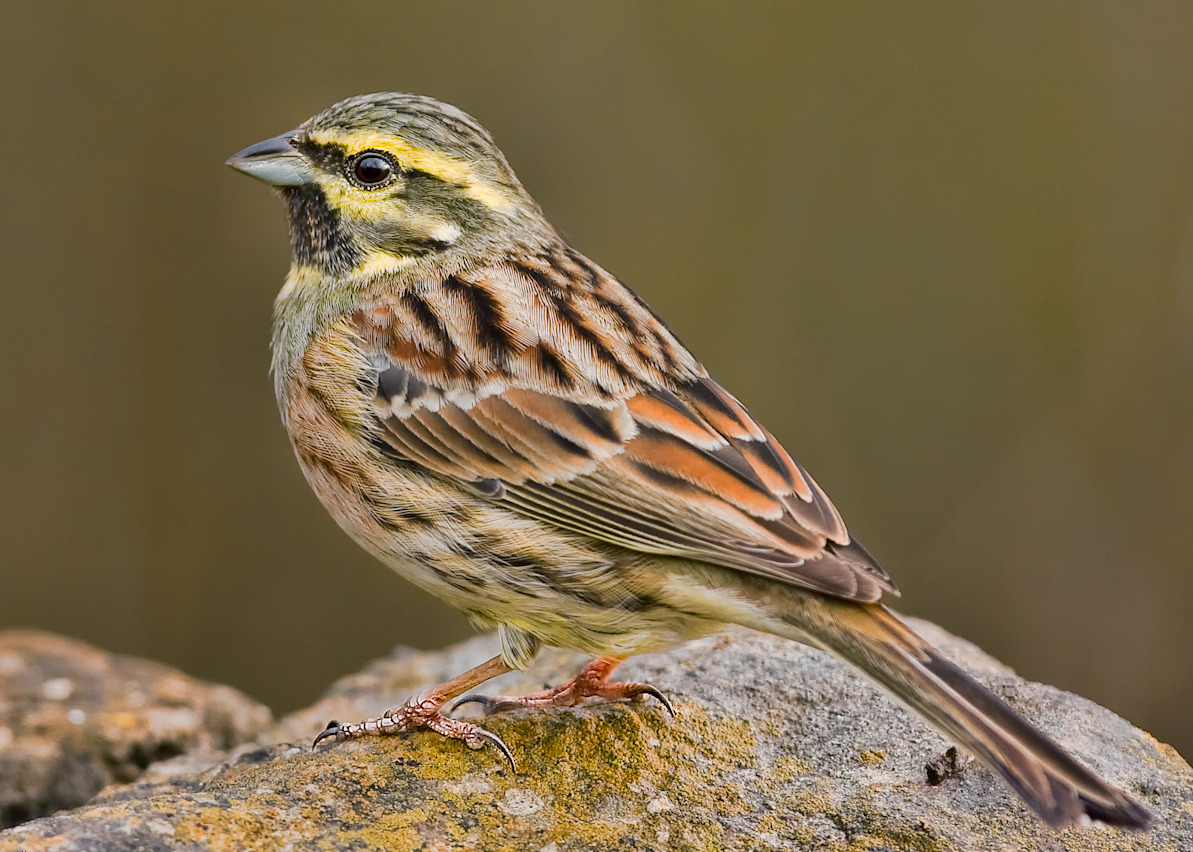
Emberiza cirlus

- Emberiza aureola - zigolo dal collare
- Emberiza bruniceps - zigolo testa aranciata
- Emberiza caesia - ortolano grigio
- Emberiza calandra - strillozzo
- Emberiza cia - zigolo muciatto
- Emberiza cioides - zigolo muciatto orientale
- Emberiza cirlus - zigolo nero
- Emberiza citrinella - zigolo giallo
- Emberiza hortulana - ortolano
- Emberiza leucocephalos - zigolo golarossa
- Emberiza melanocephala - zigolo capinero
- Emberiza pusilla - zigolo minore
- Emberiza rustica - zigolo boschereccio
- Emberiza schoeniclus - migliarino di palude